# Municipio Jilotzingo
Koordinaten: 19° 31′ N, 99° 25′ W

Santa Ana Jilotzingo

Jilotzingo ist ein Municipio im mexikanischen Bundesstaat México. Es gehört zur Zona Metropolitana del Valle de México, der Metropolregion um Mexiko-Stadt. Die Gemeinde hatte im Jahr 2010 17.970 Einwohner, ihre Fläche beträgt 119,2 km².
Verwaltungssitz ist Santa Ana Jilotzingo, die größten Orte des Municipios sind hingegen San Luis Ayucan und Santa María Mazatla.

## Geographie
Jilotzingo liegt etwa 20 km westlich von Mexiko-Stadt sowie etwa 40 km nordöstlich von Toluca de Lerdo.
Das Municipio grenzt an die Municipios Isidro Fabela, Atizapán de Zaragoza, Naucalpan de Juárez, Xonacatlán und Otzolotepec.